# Empis mediasiatica
Empis mediasiatica är en tvåvingeart som beskrevs av Chvala 1999. Empis mediasiatica ingår i släktet Empis och familjen dansflugor. Inga underarter finns listade i Catalogue of Life.